# Jennie Lee (femme politique)
Janet Lee, baronne Lee d'Asheridge, (3 novembre 1904 - 16 novembre 1988), connue sous le nom de Jennie Lee, est une femme politique écossaise. Elle est députée travailliste de 1929 à 1931, puis de 1945 à 1970. 
En tant que ministre des Arts dans le gouvernement de Harold Wilson de 1964 à 1970, elle joue un rôle de premier plan dans la fondation de l'Open University en travaillant directement avec Harold Wilson pour établir les principes de fonctionnement. 
Elle est mariée à l'homme politique travailliste gallois Aneurin Bevan de 1934 jusqu'à sa mort en 1960. 

## Jeunesse
Née à Lochgelly dans la région de Fife, ses parents sont Euphemia Grieg et James Lee, mineur occupant le poste d'officier d'incendie et de sécurité, et plus tard hôtelier. 
Elle hérite des inclinations socialistes de son père et comme lui, elle rejoint le Parti travailliste indépendant écossais (ILP). Son grand-père Michael Lee, né en 1850 de parents catholiques irlandais, est un ami de Keir Hardie, secrétaire au contentieux du syndicat des mineurs et fondateur de la fédération Fifeshire. 

## Éducation
Elle fait ses études au lycée Beath et est dux de l'école dans sa dernière année. Le Carnegie Trust, le Fife County Council et la Fife Education Authority acceptent de payer ses frais universitaires et elle fréquente l'Université d'Édimbourg en tant qu'étudiante enseignante. Elle obtient plus tard une bourse pour étudier le droit. 
À l'université, elle rejoint le Labour Club, l'Union des femmes de l'Université d'Édimbourg et le comité de rédaction du journal étudiant. L'une de ses premières campagnes est pour élire Bertrand Russell comme recteur de l'université. Après avoir obtenu son diplôme initial en 1927 avec un MA, un LLB et un certificat d'enseignement, elle travaille comme enseignante à Cowdenbeath. 

## Premier mandat de député
Lee est désignée comme candidate de l'ILP pour la circonscription du North Lanarkshire, qu'elle remporte lors d'une élection partielle de 1929, devenant la plus jeune femme membre de la Chambre des communes. Au moment de l'élection partielle, les femmes de moins de 30 ans n'étaient pas encore en mesure de voter. Elle est réélue aux Élections générales britanniques de 1929. 
À Westminster, elle entre immédiatement en conflit avec la direction du Parti travailliste aux communes. Elle insiste pour être parrainée par Robert Smillie (en) et son vieil ami James Maxton, pour être présentée aux Communes, plutôt que par des parrains désignés par les dirigeants. Lee s'associe également à Ellen Wilkinson. 
Le premier discours de Lee est une attaque contre les propositions budgétaires de Winston Churchill. Lee fait partie de l'aile gauche, s'alliant à Maxton et aux autres membres de l'ILP. Elle est totalement opposée à la décision de Ramsay MacDonald de former un gouvernement national de coalition et, aux élections générales de 1931, perd son siège au Parlement au profit du candidat unioniste William Anstruther-Gray. 

## Hors du Parlement
Dans sa vie privée à l'époque, elle noue une relation étroite avec son collègue député travailliste Edward Frank Wise, un homme marié qui envisageait de divorcer de sa femme pour Lee, mais qui ne l'a finalement pas fait. Wise est décédée en 1933 et l'année suivante, Lee épouse le député travailliste gallois de gauche Aneurin Bevan, avec qui elle reste jusqu'à sa mort en 1960. Sa biographie suggère qu'elle a dans une certaine mesure mis entre parenthèses sa propre carrière après le mariage. Elle n'a aucun lien avec le mouvement des femmes au sein du Parti travailliste, déclarant qu'elle vote sur la politique et non sur le genre du candidat, croyant que l'égalité pour les femmes découlerait de l'introduction du vrai socialisme. Néanmoins, elle pratique une forme de féminisme et est connue pour quitter les dîners si l'on s'attendait à ce que les femmes se retirent dans une autre pièce après la fin. 
Bien qu'elle ne soit pas aux Communes, Lee reste politiquement active, essayant d'obtenir le soutien britannique au gouvernement du Front populaire espagnol sous la menace de la faction nationaliste de Francisco Franco pendant la Guerre d'Espagne. Elle est également active au sein de l'ILP et prend leur parti dans leur séparation du Parti travailliste, une décision qui ne rencontre pas l'approbation de son mari. Elle tente de se faire réélire dans le North Lanarkshire aux élections générales de 1935, se classant deuxième derrière Anstruther-Gray mais devant le candidat du Parti travailliste. Participant à la conférence du parti travailliste à Édimbourg en 1936, Lee rencontre les délégués républicains espagnols qui y assistent avec une pétition de soutien contre les fascistes. Lee s'est elle-même rendue en Espagne en 1937 pour faire un reportage en tant que journaliste de guerre. Elle voyage en Aragon et à Barcelone avec George Orwell et le petit-fils adolescent de son parrain des Communes, Robert Smillie, tout en écrivant pour New Leader. Le jeune Bob meurt un an plus tard dans une prison communiste. Lee assiste à un défilé aux flambeaux du Bataillon Britannique des volontaires des Brigades internationales à Modejar avec Clement Attlee et d'autres membres du Parti travailliste, pendant la guerre. 
Elle échoue comme candidate «travailliste indépendante» dans une élection partielle de 1943 à Bristol Central, battue par la conservatrice Lady Apsley et contrée par l'ILP. Elle a également travaillé comme journaliste pour le Daily Mirror. 

## Réélection
Elle revient plus tard au Parti travailliste, et aux élections générales de 1945, elle est élue à la Chambre des communes, cette fois pour représenter la circonscription de Cannock dans le Staffordshire. Elle reste à l'aile gauche, ce qui la met parfois en opposition avec son mari, avec qui elle est généralement d'accord politiquement. Lee critique Bevan pour son soutien à l'acquisition d'un dissuasion nucléaire par le Royaume-Uni, ce qu'elle n'a pas soutenu. 
Elle est nommée ministre des Arts dans le gouvernement de Harold Wilson de 1964 et joue un rôle clé dans la formation de l'Open University, un acte décrit par Wilson comme le plus grand de son temps au gouvernement. 

## Open University
L'Université ouverte est basée sur l'idée d'une «université de l'air», conçue comme une université par correspondance qui s'adresse à ceux qui se sont vus refuser la possibilité d'étudier. Lee produit un livre blanc en 1966 décrivant les plans des universités, qui offriraient des cours par correspondance et par radiodiffusion comme moyen d'enseignement. Le Premier ministre Harold Wilson est un partisan enthousiaste parce qu'il envisage l'Open University comme un marqueur majeur de l'engagement du Parti travailliste à moderniser la société britannique. Il pense que cela contribuerait à bâtir une économie plus compétitive tout en favorisant une plus grande égalité des chances et la mobilité sociale. L'utilisation prévue de la télévision et de la radio pour diffuser ses cours est également censée relier l'Open University à la révolution technologique en cours, que Wilson considérait comme un allié majeur de ses projets de modernisation. Cependant, dès le début, Lee rencontre un scepticisme généralisé et même une opposition de l'intérieur et de l'extérieur du Parti travailliste, y compris des hauts fonctionnaires du DES; son chef départemental, Anthony Crosland ; la trésorerie; Des collègues ministériels, tels que Richard Crossman ; et les diffuseurs commerciaux. L'Université ouverte est réalisée en raison de la détermination et de la ténacité inlassables de Lee en 1965-1967, du soutien indéfectible de Wilson et du fait que les coûts prévus, tels que rapportés à Lee et Wilson par Arnold Goodman, semblaient très modestes. Au moment où les coûts réels, beaucoup plus élevés sont devenus apparents, il était trop tard pour mettre fin à la toute jeune Université ouverte . 
L'université obtient sa charte royale par le Conseil privé le 23 avril 1969 . Les candidatures sont ouvertes en 1970 et les premiers étudiants ont commencé leurs études en 1971 . 
En 1973, alors qu'elle pose la première pierre de la première bibliothèque de l'Université ouverte, elle décrit l'Université comme "une grande université indépendante qui n'insulte aucun homme ni aucune femme quel que soit leur parcours" . 

## Conseil des arts
Lee renouvelle la charte de l'Arts Council of Great Britain en 1967, ce qui permet une expansion de son travail dans les régions ainsi que la création de nouvelles institutions artistiques au Southbank Centre de Londres. Elle présente le seul Livre blanc britannique sur les arts à être publié pendant un demi-siècle  et après le remaniement de 1967, est promue ministre d'État au ministère de l'Éducation et des Sciences après deux ans en tant que Sous-secrétaire d'État parlementaire. Entre 1964 et 1965, Lee est secrétaire parlementaire au ministère des Bâtiments et travaux publics. 

## Retraite

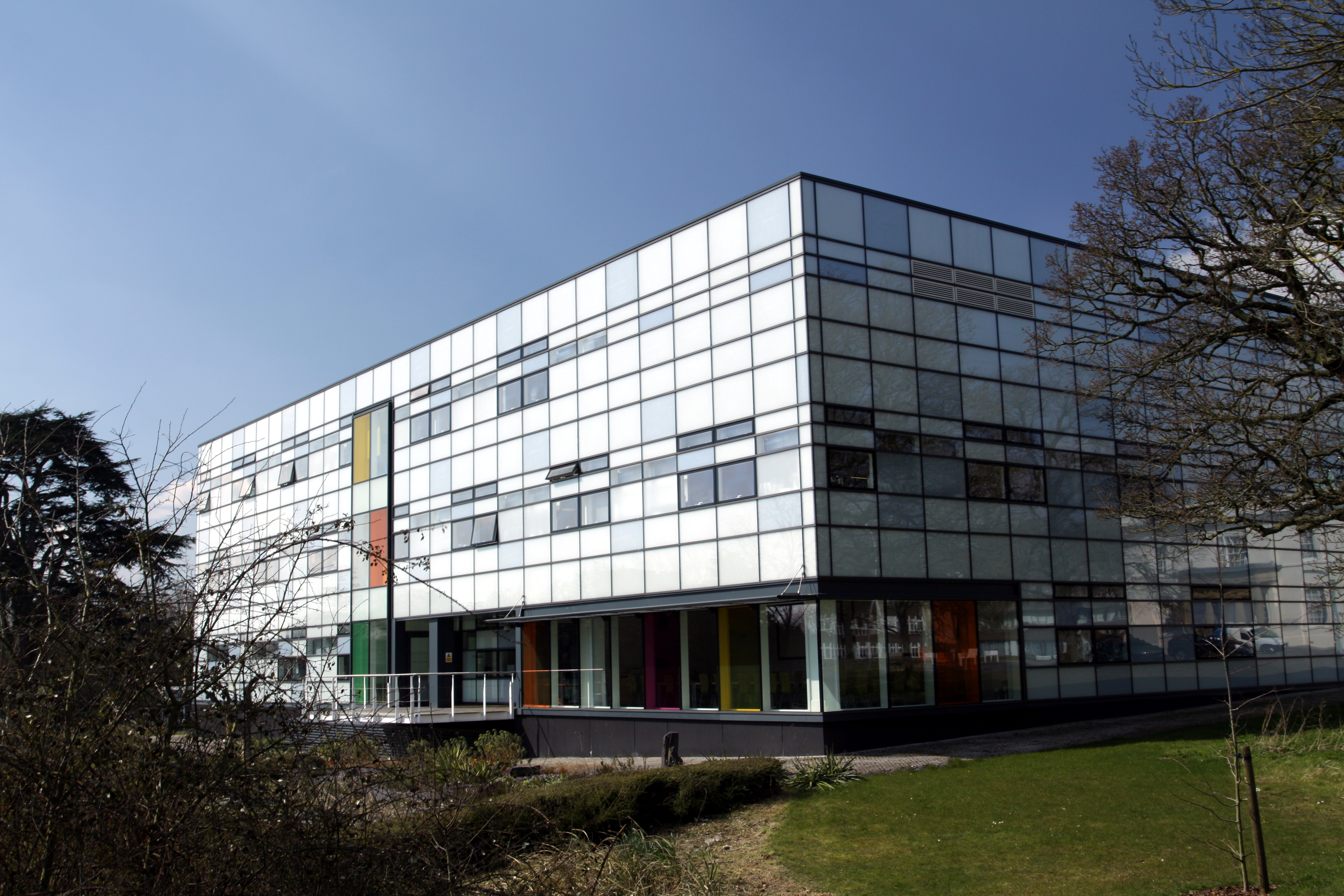
Jennie Lee Building au Campus Open University de Milton Keynes, printemps 2013.

Lee est battue aux élections de 1970 à Cannock par le candidat conservateur Patrick Cormack. Le politologue Richard Rose qualifie la perte de ce siège, qui était détenu par le Parti travailliste depuis 1935, sur un swing bien au-dessus de la moyenne de 10,7% du "plus grand bouleversement" des élections générales de 1970. Elle se retire de la politique active lorsqu'elle est nommée baronne Lee d'Asheridge, de la ville de Westminster le 5 novembre 1970. 
Elle écrit quatre livres: New Day, 1939; Notre allié, la Russie, 1941; Ce grand voyage, 1963; Ma vie avec Nye, 1980.  
En 1974, elle reçoit un LLD honoraire de l'Université de Cambridge et en 1981 une bourse honoraire de la Royal Academy. 
Elle est décédée en 1988 de causes naturelles à l'âge de 84 ans et a légué ses papiers personnels à l'Open University qui les détient désormais sous le nom de Jennie Lee Collection. 

## Hommages

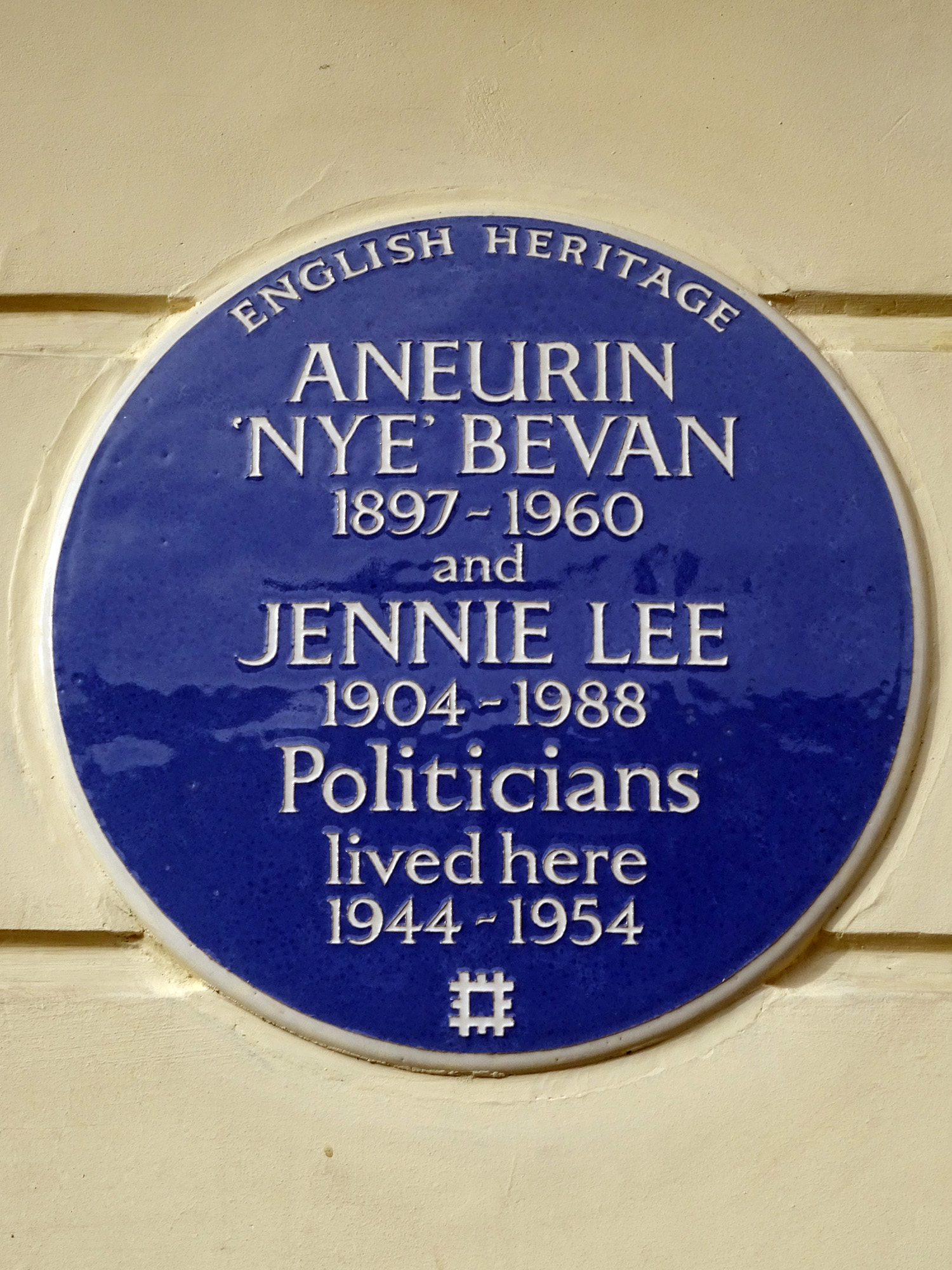
Plaque au 23 Cliveden Place, Chelsea.

Un centre de ressources communautaires de Wednesdayfield, qui faisait partie de la circonscription de Lee's Cannock, est nommé «Jennie Lee Center» en son honneur. Il a ouvert dans une ancienne école secondaire en 1989, l'année après la mort de Lee, et fermé en 2013 .       
Une plaque est posée à Buccleuch Place, près de l'Université d'Édimbourg, qui se lit comme suit: «En l'honneur de la baronne Jennie Lee, 1904-1988, une des premières femmes députée, première ministre des Arts, fondatrice de l'Open University, diplômée de l'Université»         